# Aeroport Internacional Chhatrapati Shivaji Maharaj
L'Aeroport Internacional Chhatrapati Shivaji Maharaj (codi IATA: BOM, codi OACI: VABB) és un aeroport internacional que serveix a Bombai i a la Regió Metropolitana de Bombai.
És el segon aeroport més actiu del país en termes de trànsit de passatgers total i internacional després de Delhi, i va ser el 14è aeroport més actiu d'Àsia i el 41è aeroport més actiu del món per trànsit de passatgers l'any natural 2019. El seu trànsit de passatgers va ser d'uns 49,8 milions l'any 2018. També és el segon aeroport més actiu en termes de trànsit de càrrega. El març de 2017, l'aeroport va superar a l'aeroport de Londres-Gatwick com el més transitat del món per operar una sola pista alhora. Posteriorment, va ser superat de nou per l'aeroport de Londres-Gatwick a la fi de 2019 a causa de la caiguda del nombre de passatgers a Bombai. El codi IATA de l'aeroport, BOM, està associat a «Bombai», l'antic nom legal de la ciutat.
Compta amb dues terminals operatives repartides en una superfície total de 750 hectàrees i gestiona uns 950 moviments d'aeronaus al dia. El 9 de desembre de 2018 va gestionar un rècord de 1.007 moviments d'aeronaus, superior al seu anterior rècord de 1.003 moviments de vols en un dia al juny de 2018. Va gestionar un rècord de 51 moviments en una hora el 16 de setembre de 2014.
L'aeroport és gestionat per Mumbai International Airport Limited (MIAL), una aliança d'empreses entre l'Autoritat Aeroportuària de l'Índia i el consorci liderat per GVK Industries Ltd, que va ser designat el febrer de 2006 per a dur a terme la modernització de l'aeroport. La nova terminal integrada T2 es va inaugurar el 10 de gener de 2014 i es va obrir a les operacions internacionals el 12 de febrer de 2014. Aquest mateix dia es va obrir al públic una carretera elevada de sis carrils que connecta la nova terminal amb l'autopista principal Western Express. L'aeroport Chhatrapati Shivaji ofereix vols sense escales o en connexió amb els sis continents habitats.
L'aeroport porta el nom de Chhatrapati Shivaji Maharaj (1630-1680), un Chhatrapati de l'Imperi Maratha del segle xvii. Va ser rebatejat en 1999, passant de l'anterior «Aeroport de Sahar» a «Aeroport Internacional Chhatrapati Shivaji» (el títol «Maharaj» es va inserir el 30 d'agost de 2018). Està situat en els suburbis de Santacruz i Sahar Village a Vile Parle Est. L'aeroport ha estat guardonat com el millor aeroport d'Àsia-Pacífic en 2020 (més de 40 milions de passatgers a l'any) per l'Airports Council International.

## Estadístiques
See source Wikidata query and sources.